# Jarell Quansah
Jarell Amorin Quansah (Warrington, 2003. január 29. –) angol korosztályos válogatott labdarúgó, hátvéd. A Bundesligában szereplő Bayer Leverkusen játékosa.

## Pályafutása

### Liverpool
2008-tól a Liverpool saját nevelésű játékosa, ahová ötévesen csatlakozott, Warringtonból származik. A 2019–20-as szezonban az U18-as és a 2021–22-es idényben az U23-as csapatban szerepelt, közben a Liverpool U21-es utánpótlásban is pályára lépett. 2021. február 4-én írta alá első profi szerződését, amely két évre szólt.
2021. december 19-én Jürgen Klopp nevezte első alkalommal a 2021–22-es szezon 18. fordulójában a Tottenham Hotspur elleni 2–2-es bajnokira. 2023. augusztus 27-én debütált a Newcastle United vendégeként megnyert 2–1-es mérkőzésen, az utolsó 13 percben lépett pályára, Joël Matipot váltva. Három héttel később a Wolverhampton ellen 3–1-es győztes találkozón volt először kezdőjátékos. Szeptember 27-én debütált az Angol-ligakupában a Leicester City vendégeként 3–1-es győztes kupameccsen, majd a 89. percben megszerezte első asszisztját, miután Diogo Jota-t indította.
Október 5-én első alkalommal lépett pályára nemzetközi-kupameccsen a belga Royale Union Saint-Gilloise elleni 2–0-ás győztes Európa Liga mérkőzésen. December 14-én a 2–1-re elvesztett visszavágón megszerezte profi karrierje első gólját, egy 14 méteres lövésből.
2023. január 20-án szerződtette kölcsönjátéksoként a harmadosztályú Bristol Rovers a 2022–23-as idény végéig. Nyolc nappal később mutatkozott be, és játszotta első felnőtt mérkőzését, a Morecambe ellen 5–1-re elvesztett bajnokin. Összesen 16 mérkőzésen játszott, és két sárga lapot gyűjtött össze.

### Bayer Leverkusen
2025. július 2-án jelentették be a szerződtetését, ahová öt évre írt alá. A klub 35 millió euróért vásárolta ki a Liverpool kötelékéből.

### A válogatottban
Többszörös angol korosztályos válogatott. A 2022-es U19-es Európa-bajnokság győztese.
2023. október 12-én mutatkozott be az angol U21-es csapatban, egy 9–1-es végeredményű győztes mérkőzésen, Szerbia ellen.

## Statisztika
2025. július 2-i állapot szerint
| Klub                     | Szezon           | Bajnokság        | Bajnokság | Bajnokság | Kupa  | Kupa  | Ligakupa | Ligakupa | Nemzetközi | Nemzetközi | Egyéb | Egyéb | Összes | Összes |
| Klub                     | Szezon           | Liga             | Mérk.     | Gólok     | Mérk. | Gólok | Mérk.    | Gólok    | Mérk.      | Gólok      | Mérk. | Gólok | Mérk.  | Gólok  |
| ------------------------ | ---------------- | ---------------- | --------- | --------- | ----- | ----- | -------- | -------- | ---------- | ---------- | ----- | ----- | ------ | ------ |
| Liverpool                | 2021/22          | Premier League   | 0         | 0         | —     | —     | 0        | 0        | —          | —          | —     | —     | 0      | 0      |
| Liverpool                | 2022/23          | —                | —         | —         | —     | —     | 0        | 0        | —          | —          | —     | —     | 0      | 0      |
| Liverpool                | 2023/24          | Premier League   | 17        | 2         | 4     | 0     | 5        | 0        | 7          | 1          | —     | —     | 33     | 3      |
| Liverpool                | 2024/25          | Premier League   | 13        | 0         | 2     | 0     | 6        | 0        | 4          | 0          | —     | —     | 25     | 0      |
| Liverpool                | Összesen         | Összesen         | 30        | 2         | 6     | 0     | 11       | 0        | 11         | 1          | 0     | 0     | 58     | 3      |
| Bristol Rovers (kölcsön) | 2022/23          | League One       | 16        | 0         | —     | —     | —        | —        | —          | —          | —     | —     | 16     | 0      |
| Bristol Rovers (kölcsön) | Összesen         | Összesen         | 16        | 0         | —     | —     | —        | —        | —          | —          | —     | —     | 16     | 0      |
| Bayer Leverkusen         | 2025/25          | Bundesliga       | 0         | 0         | 0     | 0     | —        | —        | 0          | 0          | 0     | 0     | 0      | 0      |
| Bayer Leverkusen         | Összesen         | Összesen         | 0         | 0         | 0     | 0     | —        | —        | 0          | 0          | 0     | 0     | 0      | 0      |
| KARRIER ÖSSZESEN         | KARRIER ÖSSZESEN | KARRIER ÖSSZESEN | 46        | 2         | 6     | 0     | 11       | 0        | 11         | 1          | 0     | 0     | 74     | 3      |

Jegyzet(ek)
1. ↑  Mérkőzése(i) a(z) Európa Ligában
2. ↑  Mérkőzése(i) a(z) Bajnokok Ligájában